# Verges (España)
Verges es un municipio de la comarca del Bajo Ampurdán en la provincia de Gerona, Cataluña. Cuenta con una población de 1187 habitantes (INE 2024).

## Geografía
Su territorio es en su mayoría plano o con poca elevación por la sierra de Valldaviá. El río Ter hace de línea divisoria con los términos de Foixá, Ultramort y Serra de Daró.

## Demografía
Verges cuenta con una población de 1187 habitantes (INE 2024).
| Gráfica de evolución demográfica de Verges entre 1842 y 2021                                                        |
| |
| Población de derecho según los censos de población del INE Población de hecho según los censos de población del INE |

## Economía
La agricultura junto con la ganadería son las dos actividades más importantes del municipio. Las segundas residencias han hecho rehabilitar antiguas casas de la población.

## Cultura

### Monumentos y lugares de interés
- El núcleo medieval de la población, con el castillo y la iglesia en el centro, estaba rodeado de murallas y torres que, en buena parte, han subsistido hasta nuestros días. El antiguo castillo (castillo de Verges) muy reformado, es sede del Ayuntamiento; esta fortaleza fue posesión del conde de Ampurias y centro de la baronía de Verges.
- La iglesia parroquial de San Julián y Santa Basilisa. Tiene parte de la nave y el ábside de los siglos XII-XII de estilo románico, el resto son reformas de los siglos XVII y XVIII.

### Tradiciones

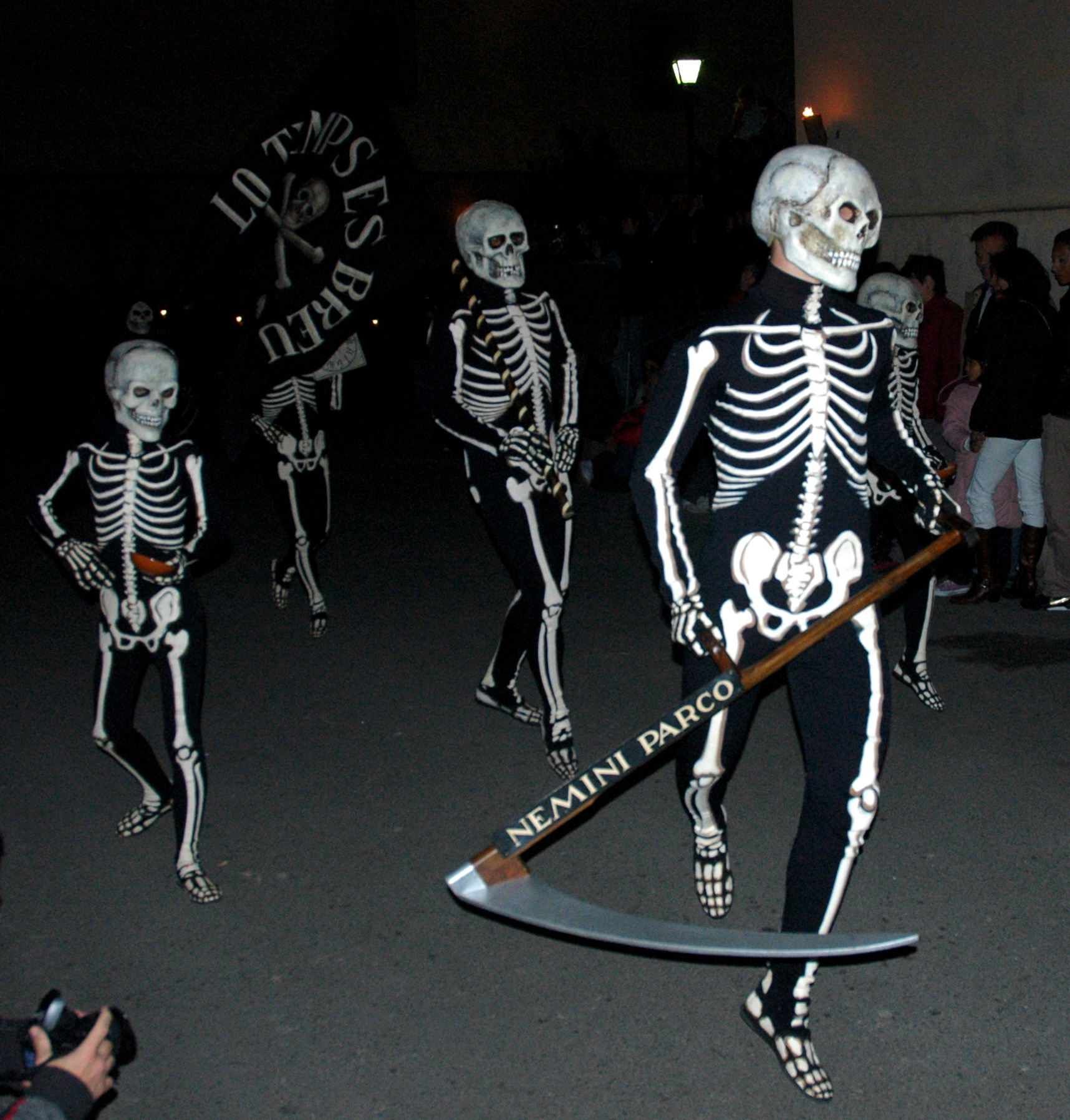
Danza de la Muerte. Un esqueleto lleva un estandarte con la leyenda en catalán "Lo temps és breu (el tiempo es breve); otro, en latín en su guadaña, Nemini parco (a nadie perdono)

La Procesión de Verges se celebra cada Jueves Santo, con la famosa Danza de la Muerte. La Danza de la Muerte de Verges es una verdadera reliquia, ya que es la única que por tradición ha sobrevivido al paso del tiempo y desde la época medieval ha llegado a nuestros días de manera viva y sin interrupción. A partir de 2009, la procesión y la Danza serán dirigidas por el cantautor Lluís Llach, por un periodo de dos o tres años.
La Sopa de Verges es otra tradición de Verges. Es la supervivencia del costumbre ancestral que había de dar una comida comunitaria a la colectividad por parte de los antiguos señores feudales y que hoy en día se organiza de forma colectiva un día al año, el martes de carnaval, como ritual de convivencia.